# Michał Dymitr Krajewski
Michał Dymitr Krajewski (n. 8 septembrie 1746, voievodatul Ruteniei⁠(d), Provincia Polonia Mică a Coroanei Poloneze⁠(d), Coroana Regatului Poloniei⁠(d) – d. 5 iulie 1817, Końskie, Voievodatul Sfintei Cruci, Polonia) a fost un scriitor polonez, preot, istoric și activist educațional. A fost membru al Societății Prietenilor Științei din Varșovia (Towarzystwo Warszawskie Przyjaciół Nauk). Este autorul primei descrieri a unei călătorii pe Lună din literatura poloneză.
Este autorul romanului science-fiction Wojciech Zdarzyński życie i przypadki swoje opisujący (Varșovia, 1785) despre soarta lui Wojciech Zdarzyński, un tânăr polonez care, cu ajutorul unui balon, ajunge într-o țară utopică pe Lună. Acest roman este considerat prima carte poloneză științifico-fantastică.

## Biografie
În data de 22 iulie 1763 a intrat în mănăstirea piariștilor din Podoliniec, unde a primit numele Dymitr. După noviciat a studiat retorica și filosofia în Międzyrzecze Koreckie. From 1769 he attended the Piarists college in Warsaw and in 1782 he became a prefect of Collegium Nobilium. Author of several books and other literary works, he was supported by the Church itself. In 1788 he took the rectory in Białaczów.

## Lucrări scrise
- Podolanka wychowana w stanie natury, życie i przypadki swoje opisująca  (1784)[2]
- Wojciech Zdarzyński życie i przypadki swoje opisujący (1785)
- Pani Podczaszyna. Tom drugi Przypadków Wojciecha Zdarzyńskiego  (1786)[3]
- Dzieje panowania Jana Kazimierza od roku 1656 do jego abdykacji w roku 1668, lucrare istorică. Primul volum a apărut în 1846, al doilea este considerat pierdut.

## Vezi și
- Științifico-fantasticul în Polonia